# ليندا أو
ليندا أو (بالإنجليزية: Linda Oh)‏ هي ملحنة أسترالية، ولدت في 1984 في ماليزيا.

## وصلات خارجية
- ليندا أو على موقع ميوزك برينز (الإنجليزية)
- ليندا أو على موقع أول ميوزيك (الإنجليزية)
- ليندا أو على موقع ديسكوغز (الإنجليزية)